# Mazinger Z Infinity
Mazinger Z Infinity est un film de science-fiction d'animation japonais réalisé par Junji Shimizu à l'occasion du 45e anniversaire de la franchise Mazinger,. Il est la suite des séries anime Mazinger Z et Great Mazinger.
Le film est diffusé en avant-première le 31 octobre 2017 en Italie dans le 12e Festival international du film de Rome et le 22 novembre en France, avant la sortie officielle au Japon le 13 janvier 2018. Gō Nagai était présent a l'avant-première parisienne le 30 octobre 2017.
Il sort en DVD et en Blu-Ray en France le 4 avril 2018.

## Synopsis
Dix ans sont passés depuis que Kôji Kabuto (Alcor en français), aux commandes du super robot Mazinger Z, créé par son grand-père, a ramené la paix en combattant l’Empire des Ténèbres et le maléfique Dr Hell. Aujourd’hui, Kôji Kabuto n’est plus pilote, il a pris le chemin de son père et grand-père en devenant scientifique. Sayaka Yumi, quant à elle, est la directrice du l'Institut Photonique, tandis que Tetsuya Tsurugi est resté pilote au sein de l'armée, tout comme Shiro, le petit frère de Koji.
À l’occasion de ses recherches, il découvre une structure gigantesque profondément enterrée sous le mont Fuji. Il détecte de mystérieux signes de vie. Il s’ensuit de nouvelles rencontres, de nouvelles menaces et bientôt, un nouveau destin pour l’humanité. Kôji Kabuto doit prendre une décision pour l’avenir : Dieu ou Démon, il lui faut choisir. Une nouvelle fois, c’est à Mazinger Z que revient la lourde charge de sauver le monde.

## Fiche technique
- Réalisation : Junji Shimizu
- Scénario : Takahiro Ozawa d'après le manga de Gō Nagai
- Chara Design : Hiroya Iijima
- Mecha Design : Takayuki Yanase
- Musique : Toshiyuki Watanabe

## Doublage

### Voix originales
Sauf indication contraire, les informations mentionnées dans cette section peuvent être confirmées par la base de données cinématographiques IMDb,  présente dans la section « Liens externes ».
- Shotaro Morikubo : Kôji Kabuto
- Toshihiko Seki: Tetsuya Tsurugi
- Unshô Ishizuka : Dr Hell
- Ai Kayano : Sayaka Yumi
- Masami Kikuchi : Nuke
- Natsuki Hanae : Shiro Kabuto
- Junpei Morita : Prime Minister Yumi
- Bin Shimada : Dr. Nossori
- Kôzô Shioya : Dr. Sewashi
- Wataru Takagi: Boss
- Sumire Uesaka : Lisa
- Kappei Yamaguchi : Mucha

### Voix françaises
- Arnaud Ducret : Kôji Kabuto
- Magali Rosenzweig : Sayaka Yumi
- Maëlys Ricordeau : Lisa
- Thierry Desroses : Dr Hell
- Bruno Magne : Boss
- Céline Melloul : Jun Honoo, Ashura (Femme)
- Frédéric Souterelle : Gennosuke Yumi
- Benoît DuPac : Shiro Kabuto
- Martial Le Minoux : Tetsuya Tsurugi
- Antoine Tomé : Broken
- Stéphane Ronchewski: Ashura (Homme)
- Thierry Mercier : le Commandant
- Thierry Kazazian : Professeur Sewashi
- Gilbert Lévy : Professeur Nossori
- Leslie Lipkins : Misato

## Accueil
- Allociné : 2,9/5
- Sens Critique : 5.0/10[6]
- IMDb : 6,0/10